# Coleophora prinziella
Coleophora prinziella é uma espécie de mariposa do gênero Coleophora pertencente à família Coleophoridae.